# Aéroport international Playa de Oro
L'aéroport international Playa de Oro ou aéroport international de Manzanillo (espagnol : Aeropuerto Internacional Playa de Oro, code IATA : ZLO • code OACI : MMZO,  code DGAC M : ZLO) est situé à Manzanillo, dans l'État de Colima, au sud-ouest du Mexique. C'est le plus grand aéroport international de Colima et une porte d'entrée importante pour le tourisme. 

## Statistiques
Il a traité 176 263 passagers en 2017 et 166 053 passagers en 2018. 

## Compagnies et destinations
| Compagnies         | Destinations                    |
| ------------------ | ------------------------------- |
| Aeromar            | Mexico-B. Juárez                |
| Aeroméxico Connect | Mexico-B. Juárez (suspendu)     |
| Alaska Airlines    | Los Angeles                     |
| American Eagle     | En saison : Phoenix-Sky Harbor  |
| Magni              | En saison : Mexico-B. Juárez    |
| United Express     | En saison : Houston-George Bush |
| WestJet            | En saison : Calgary             |

Édité le 16/05/2020

## Situation
| \| 500 km1:6 468 000 \| Acapulco Aguascalientes Huatulco Campeche Cancún Chetumal Chihuahua Ciudad · del Carmen Ciudad Juárez Ciudad · Obregón Ciudad · Victoria Colima Cozumel Culiacán Guanajuato Durango Guadalajara Hermosillo Ixtapa · Zihuatanejo La Paz San José · del Cabo Los Mochis Matamoros Mazatlán Mérida Mexicali Mexico B.J. Mexico F.A. Minatitlán Monterrey Morelia Nuevo · Laredo Oaxaca Playa · de Oro Puebla Puerto · Escondido Puerto · Vallarta Querétaro Reynosa San Luis · Potosí Tampico Tapachula Tepic Tijuana Toluca Torreón Tuxtla Gutiérrez Uruapan Veracruz Villahermosa Zacatecas |
| 500 km1:6 468 000 |

## Statistiques
Pour des raisons techniques, il est temporairement impossible d'afficher le graphique qui aurait dû être présenté ici.

Voir la requête brute et les sources sur Wikidata.

## Itinéraires les plus fréquentés
| Rang | Ville                             | Passagers | Classement | Compagnie aérienne   |
| ---- | --------------------------------- | --------- | ---------- | -------------------- |
| 1    | États-Unis , Los Angeles          | 15 383    | Stable     | Alaska Airlines      |
| 2    | Canada , Calgary                  | 9 279     | Stable     | WestJet              |
| 3    | Canada , Toronto                  | 2 241     | 3          | Sunwing Airlines     |
| 4    | États-Unis , Houston              | 1 730     | 1          | United Express       |
| 5    | États-Unis , Minneapolis          | 1 279     | 1          | Sun Country Airlines |
| 6    | États-Unis , Phoenix – Sky Harbor | 821       | 2          | American Airlines    |

## Installations

### Service de restauration
Avant la sécurité, il existe un petit magasin pour acheter des collations, des boissons et de petits articles-cadeaux. Il existe également des distributeurs automatiques de boissons et de collations.   

### Service de location de voiture
Il y a quatre points de location de voitures au moment où vous sortez de la douane et de l'immigration: Alamo, Budget, Sixt et Thrifty. Les voitures sont situées sur place. 

## Voir également
- Liste des aéroports les plus fréquentés au Mexique